# 미국 산업안전보건청
미국 산업안전보건청(영어: Occupational Health and Safety Administration, OSHA)은 작업장 안전 진단을 수행할 권한이 있는 미국 노동부 산하 기관이다. 미국 의회는 1970년 제정된 산업 안전 및 보건법에 따라 기관을 설립했다. OSHA의 사명은 "안전 기준을 설정 및 집행하고 안전 교육, 홍보, 등 지원을 제공하여 근로자에게 안전하고 건강한 근무 환경을 보장하는 것"이다. 이 기관은 내부 고발자 보호 규정을 집행하는 임무도 맡고 있다. OSHA의 작업장 안전 점검은 회사의 고용, 실적, 신용 등급 또는 생존에 부정적인 영향을 미치지 않으면서 산업 현장에서 부상률을 줄이는 것으로 나타났다.

## 같이 보기
- 대한민국 고용노동부
- 미국 노동부